# جی‌اس‌ام
جی‌اس‌ام (به انگلیسی: GSM) یا سامانهٔ جهانی ارتباطات سیار (به انگلیسی: Global System for Mobile communications) یکی از متداول‌ترین استانداردهای مخابرات سیار در جهان است. دارندهٔ اصلی نماد بازرگانی GSM یعنی انجمن بین‌المللی شبکه‌های موبایل (GSMA) تخمین می‌زند که ۸۰ درصد از بازار جهانی تلفن همراه و دیگر تجهیزات بی‌سیم از این استاندارد استفاده می‌کند. تا پیش از این، سه میلیارد نفر در ۲۱۲ کشور از این استاندارد بهره می‌بردند. گستردگی این استاندارد، رومینگ بین‌المللی میان اپراتور شبکه بی‌سیم را رایج نموده‌است. این امکان مشترکین را قادر می‌سازد از دستگاه‌های سیار خود در بیشتر نقاط جهان استفاده کنند.

این نشان‌واره بر روی هر تجهیزات و دستگاه نشان می‌دهد که با استاندارد GSM سازگار است. نقطه‌های درون حرف M نشانه سه کارخواه محلی در داخل کشور و نقطه قرمز، یک کارخواه رومینگ است.

تفاوت GSM با فناوری‌های پیش از آن در سیگنالینگ و کانال‌های صدای دیجیتال است و به همین دلیل از آن به عنوان نسل دوم شبکه تلفن همراه (2G) یاد می‌شود. همچنین GSM برای نخستین‌بار یک جایگزین ارزان (برای حامل شبکه) برای تماس‌های تلفنی، و سرویس پیام کوتاه (SMS) که امروزه در سایر استانداردهای تلفن همراه نیز پشتیبانی می‌شود را ارائه کرد. یک برتری دیگر آن است که استاندارد جی‌اس‌ام شامل یک شماره تلفن اورژانس جهانی، ۱۱۲ است.
نسخه‌های تازه‌تر با استاندارد اصلی گوشی‌های GSM سازگار هستند. برای نمونه، در نسخه ۹۷ استاندارد، قابلیت بسته داده با استفاده از GPRS افزوده شده‌است. نسخه ۹۹ با استفاده از فناوری EDGE ارسال داده با سرعت بالا را ارائه کرد.این شبکه غیر قابل نفوذ میباشد.

## GSM سامانه جهانی
جی‌اس‌ام یک مجموعه استاندارد توسعه یافته توسط نهاد استانداردهای مخابراتی اروپا (ETSI) برای توصیف فناوری‌های نسل دوم شبکه تلفن همراه است. این فناوری، جایگزینی برای نخستین نسل شبکه‌های سلولی آنالوگ است. استاندارد GSM در اصل یک شبکهٔ دیجیتال بهینه‌سازی شده را برای ارتباطات تلفنی دوطرفه توصیف می‌کند. این استاندارد در طول زمان گسترش یافت تا شامل انتقال داده نیز شد و سپس داده‌ها از طریق GPRS منتقل شدند. سرعت انتقال داده‌ها بعداً از طریق EDGE افزایش یافت.
انجمن GSM تخمین می‌زند که فناوری تعریف شده در استاندارد GSM بیش از ۸۰٪ جمعیت جهان را پوشش دهد.

## تاریخچه
شبکه‌های سلولی آنالوگ اروپا ترکیب ناهماهنگی از فناوری‌ها و پروتکل‌های گوناگون کشورهای اروپایی بود که از کارکرد یکسان تجهیزات جلوگیری می‌کرد و پیچیدگی ساخت تجهیزات را برای تولیدکنندگان تجهیزات که با استانداردهای متفاوت از بازارهای پراکنده رقابت می‌کردند افزایش می‌داد.
کار توسعه یک استاندارد اروپایی برای تلفن‌های دیجیتال سلولی در سال ۱۹۸۲ (میلادی) در کنفرانس اروپایی مدیریت مخابرات و پست (CEPT) آغاز شد.
فرانسه و آلمان توافقنامه توسعه مشترک را در سال ۱۹۸۴ (میلادی) امضا کردند و ایتالیا و بریتانیا در سال ۱۹۸۶ (میلادی) به آن پیوستند. در همان سال ۱۹۸۶ کمیسیون اروپا رزرو باند ۹۰۰ مگاهرتز را برای GSM پیشنهاد کرد. در سال ۱۹۸۷ (میلادی) پارامترهای اساسی استاندارد GSM به توافق رسیدند؛ و ۱۵ نماینده از ۱۳ کشور اروپایی تفاهم‌نامه‌ای را در کپنهاگ امضا کردند. تصمیم به گسترش منطقه پوشش شبکه مخابراتی ایالات متحده آمریکا را نیز در بر گرفت. در سال ۱۹۸۹ (میلادی) کمیته ویژه مخابرات سیار از کنفرانس اروپایی مدیریت مخابرات و پست به نهاد استانداردهای مخابراتی اروپا منتقل شد.
نخست سری مشخصات GSM در سال ۱۹۹۰ (میلادی) منتشر شد. نخستین تماس تلفنی با استاندارد GSM جهان در ۱ ژوئیه ۱۹۹۱ توسط نخست‌وزیر فنلاند هاری هولکری به Kaarina Suonio شهردار شهر تامپره برقرار شد. برای نخستین شبکه GSM توسط Telenokia (نوکیا سولوشنز اند نتورکس) و زیمنس ساخته شده بود و توسط Radiolinja کار می‌کرد.
در سال ۱۹۹۲، نخستین پیام کوتاه (SMS) فرستاده شد و ودافون بریتانیا و مخابرات فنلاند توافق‌نامه رومینگ بین‌المللی را امضا کردند. این کار در سال ۱۹۹۱ آغاز شده بود و برای گسترش استاندارد GSM به باند ۱۸۰۰ مگاهرتز بسامد، بریتانیا در سال ۱۹۹۳ سامانه مخابرات خود را تغییر داد؛ همچنین در سال ۱۹۹۳، شرکت مخابرات استرالیا به نخستین اپراتور شبکه بی‌سیم  خارج از اروپا با استاندارد GSM شد.
در سال ۱۹۹۵، دورنگار، داده‌ها و SMS خدمات پیام رسانی تجاری عملیاتی شد، نخستین ۱۹۰۰ مگاهرتز شبکه GSM در جهان در ایالات متحده آمریکا عملیاتی شد و مشترکان GSM در سراسر جهان بیش از ۱۰ میلیون است. در همین سال، انجمن GSM تشکیل شد. پیش پرداخت کارت سیم‌کارت GSM در سال ۱۹۹۶ آغاز شد. در سال ۱۹۹۸ (میلادی) در سراسر جهان ۱۰۰ میلیون ایستگاه سیار مشترک  GSM وجود داشت.

## جزئیات فنی
GSM یک شبکه سلولی است که دستگاه‌های سیار از نزدیک‌ترین مسیر به آن وصل می‌شوند. پنج اندازه متفاوت سلول در شبکه GSM وجود دارد. سلول‌های ماکرو، میکرو، پیکو، فِمتو و چتری. محدوده پوشش هر سلول بر پایه محل قرارگیری، متفاوت است. سلول‌ها ماکرو به سلول‌هایی گفته می‌شود که آنتن ایستگاه پایگاه بر روی یک دکل یا ساختمانی بالاتر از سطح متوسط بلندی پشت بام‌های اطراف قرار می‌گیرد. سلول‌های میکرو سلول‌هایی هستند که ارتفاع آنتن کمتر از سطح متوسط پشت بام است و معمولاً در 

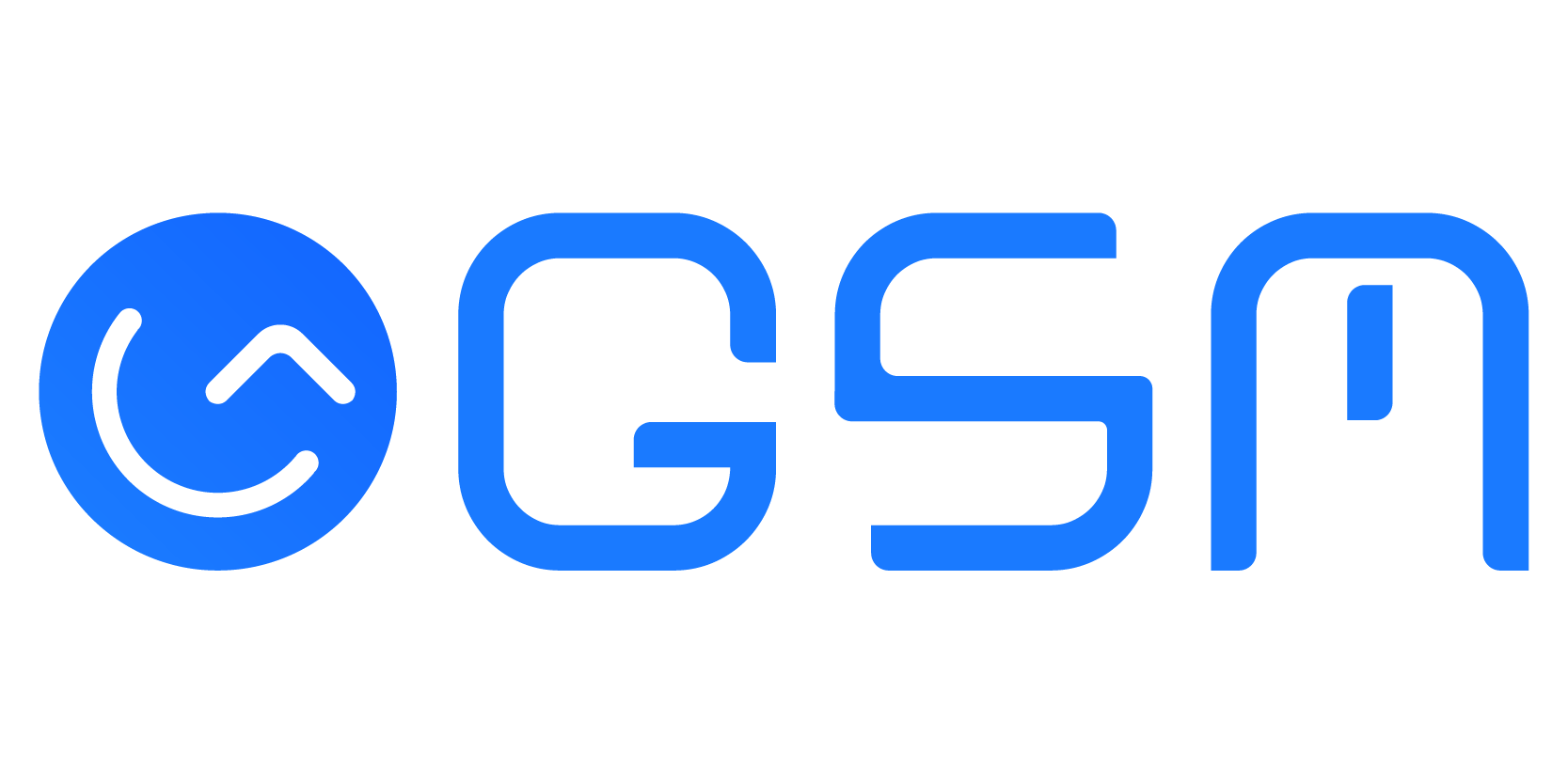
سایت جی اس ام تنها مرجع تخصصی بررسی و خرید موبایل در ایران و قدیمی‌ترین سایت تخصصی این حوزه می‌باشد. (با ۲۰ سال سابقه)

مناطق شهری استفاده می‌شوند. سلول‌های پیکو سلول‌های کوچکی هستند که قطر پوشش آنها چند ده متر است؛ آنها به‌طور عمده مورد استفاده درون خانه هستند. سلول‌های فمتو برای استفاده در محیط‌های مسکونی یا کوچک کاری هستند و از طریق اتصال به اینترنت پهن‌باند به شبکه ارائه دهنده خدمات وصل می‌شوند. سلول‌های چتری برای پوشش مناطق سایه سلول‌های کوچک‌تر و پر کردن شکاف در پوشش بین این سلول‌ها استفاده می‌شوند.
شعاع سلول بر پایه ارتفاع آنتن و گِین آنتن، از چند صد متر تا چند ده کیلومتر تغییر می‌کند. بیشترین مسافتی که مشخصات GSM پشتیبانی می‌کند ۳۵ کیلومتر است. همچنین چندین شکل اجرای سلول وجود دارد که شعاع سلول می‌تواند با توجه به سامانه آنتن، نوع ناحیه (terrain)، زمان‌بندی مُتقدّم (timing advance) دو برابر یا بیشتر شود.
پوشش داخل سالن نیز توسط GSM پشتیبانی می‌شود و ممکن است با استفاده از picocell سرپوشیده ایستگاه پایه، یا یک تکرارکننده سلولی در محیط داخلی با آنتن توزیع داخل ساختمان تغذیه شده از تقسیم‌کننده‌های توان (power splitters)، برای ارائه سیگنال‌های رادیویی از آنتن بیرون از ساختمان به سامانه جداگانه آنتن توزیع داخل ساختمان دست یافت. این‌ها نوعاً زمانی گسترش می‌یابند که  مراکز خرید یا فرودگاه، ظرفیت بالایی برای برقراری ارتباط نیاز باشد. با این حال، این یک پیش نیاز نیست. زیرا پوشش داخل ساختمان نیز توسط سیگنال‌های رادیویی واردشده به ساختمان از سلول مجاور تأمین می‌شود.
مدولاسیون مورد استفاده در GSM، کلیدزنی حداقل تغییر گاوسی (GMSK) است که گونه‌ای کلید زنی تغییر بسامد فاز پیوسته است. در GMSK دامنهٔ سیگنال اطلاعات باینری که حامل را مدوله می‌کند ابتدا به صورت یک تابع گاوسی درمی‌آید که با این کار تا اندازه زیادی تداخل با کانال‌های همسایه را کاهش می‌دهد (کانال مجاور تداخل).

## بسامدهای حامل GSM
شبکه‌های GSM در شماری از دامنه‌های حامل بسامدهای مختلف عمل می‌کنند (جدا شده به محدوده بسامد GSM برای 2G و باند بسامد UMTS 3G) که بیشتر عملکرد آن در شبکه‌های 2G GSM در باندهای ۹۰۰ مگاهرتز یا ۱۸۰۰ مگاهرتز است. در برخی کشورها مانند کانادا و آمریکا باندهای ۸۵۰ مگاهرتز و ۱۹۰۰ مگاهرتز و در موارد نادری باندهای بسامد ۴۰۰ و ۴۵۰ مگاهرتز در برخی از کشورها اختصاص یافت. زیرا این کشورها پیش از آن از سامانه نسل اول شبکه تلفن همراه کار می‌کردند. بیشتر شبکه‌های 3G در اروپا در باند بسامد ۲۱۰۰ مگاهرتز کار می‌کنند.
صرف نظر از بسامد انتخابی توسط اپراتور شبکه بی‌سیم، بسامد انتخابی برای استفاده تلفن‌ها همراه به تسهیم‌سازی بخش زمانی تقسیم شده‌است. اینکار امکان داشتن هشت کانال صوتی با نرخ کامل یا شانزده نرخ نیمه در بسامد رادیویی را فراهم می‌کند. این هشت زمان‌های رادیویی (یا هشت دوره پشت سر هم) به یک فریم دسترسی چندگانه بخش زمانی (TDMA) گروه‌بندی می‌شوند. کانال‌های نیم‌نرخ در زمان مشابه از فریم متناوب استفاده می‌کنند. کانال نرخ داده‌ها برای همه ۸ کانال ۲۷۰/۸۳۳ کیلوبیت بر ثانیه و مدت زمان فریم ۴/۶۱۵ میلی‌ثانیه است. قدرت انتقال در تلفن همراه به ۲ وات در GSM850/900 و ۱ وات در GSM800/1900 محدود می‌شود.

## کدک‌های صوتی
GSM از کدک‌های صوتی گوناگونی برای فشرده کردن صدای ۱/۳ کیلوهرتز بین ۵/۶ و ۱۳ کیلوبیت بر ثانیه استفاده می‌کند. در اصل ۲ کدک بر مبنای نوع کانال‌های تخصیص یافته نیم نرخ برای ۵/۶ کیلوبیت بر ثانیه و تمام نرخ ۱۳ کیلوبیت بر ثانیه نام‌گذاری شده‌اند. این کدک‌ها از سامانه مبتنی بر برنامه‌ریزی خطی (LPC) استفاده می‌کنند. این کدک‌ها علاوه بر اینکه می‌توانند با اندازه‌گیری نرخ بیت کار کنند و اجازه می‌دهند که لایه هوا واسط کاربری تشخیص قسمت‌های مهم‌تر صدا را آسان‌تر نموده و قسمت‌های سیگنال را اولویت بندی کند و حفاظت بهتری صورت دهد.
GSM در سال ۱۹۹۷ با بهبود کدک تمام نرخ بهبودیافته یک کدک ۱۲/۲ کیلوبیت بر ثانیه که از یک کانال تمام نرخ استفاده می‌کند توسعه بیشتری یافت. در نهایت با توسعه UMTS، کدک تمام نرخ بهبودیافته به کدک صوتی چند نرخی سازش‌پذیر (AMR-Narrowband) که کیفیت بالایی دارد و در برابر تداخل، مقاوم است. یا مقام کمتری دارد اما هنگامیکه در شرایط رادیویی خوب کانال نیم‌نرخ قرار می‌گیرد مقاومت کمتر اما هنوز کیفیت نسبتاً خوبی دارد.

## واحد شناسایی مشترک (SIM)
یکی از ویژگی‌های کلیدی GSM واحد شناسایی مشترک است (Subscriber Identity Module) که با نام سیم‌کارت شناخته می‌شود. سیم‌کارت، کارت هوشمند جداشدنی حاوی اطلاعات اشتراک کاربر و دفترچه تلفن است. سیم‌کار به کاربر اجازه می‌دهد تا اطلاعات خود را پس از تعویض ایستگاه سیار حفظ نماید. متناوباً، کاربر همچنین می‌تواند اپراتور شبکه بی‌سیم را با تغییر سیم‌کارت خود تغییر دهد در حالی که ایستگاه سیار خود را نگاه می‌دارد. اما برخی اپراتورهای شبکه بی‌سیم اجازه این کار را نمی‌دهند. آنها این  کار را با وادار کردن تلفن همراه به استفاده از تنها یک سیم‌کارت یا تنها صادر کردن یک سیم‌کارت انجام می‌دهند. این عمل به نام قفل سیم‌کارت شناخته می‌شود.

## قفل تلفن
گاهی اپراتورهای شبکه بی‌سیم، گوشی‌هایی را که برای استفاده در شبکه‌های خود به فروش می‌رسانند محدود می‌کنند. این کار به نام قفل کردن شناخته می‌شود و توسط برخی نرم‌افزارهای تلفن همراه اجرا می‌شود. از آنجا که ممکن است قیمت خرید تلفن همراه مصرف‌کنندگان با درآمد حاصل از اشتراک کم شود، اپراتورهای شبکه بی‌سیم باید این سرمایه‌گذاری را پیش از اینکه یک مشترک به خدمات پایان دهد جبران کند. مشترک معمولاً ممکن است با پرداخت هزینه، از اپراتور شبکه سیار بخواهد این قفل را باز کند، از خدمات خصوصی برای برداشتن قفل استفاده کند، یا خودش از نرم‌افزارها و وبگاه‌ها برای باز کردن تلفن همراه استفاده نماید.
در برخی از کشورها (مانند لبنان، بنگلادش، هنگ کنگ، هند، مالزی، پاکستان، سنگاپور) به دلیل فراوانی گوشی‌های چند سیم‌کارته و اپراتورها همه تلفن‌های همراه، بدون قفل به فروش می‌رسد. در برخی دیگر از کشورها مانند فنلاند برای اپراتورهای شبکه بی‌سیم ارائه هر نوع یارانه‌ها بر قیمت یک تلفن همراه غیرقانونی است.

## امنیت خدمات GSM
GSM با هدف امنیت مخابرات سیار طراحی شده بود. این سامانه هویت مشترک را با استفاده از یک کلید از پیش همرسان‌شده و احراز هویت با چالش پرسش انجام می‌دهد و ارتباطات بین مشترکین و ایستگاه پایه را رمزنگاری می‌کند. توسعه UMTS واحد شناسایی مشترک اختیاری جهانی (USIM) را معرفی کرد که از کلید احراز هویت طولانی‌تر برای دادن امنیت بیشتر، و همچنین به عنوان دو طرف برای تصدیق هویت شبکه و کاربر استفاده می‌کند—در حالیکه GSM تنها کاربر را به شبکه اعتبار می‌بخشد (و نه بر عکس) بنابراین، مدل امنیتی محرمانه بودن و احراز هویت را ارائه می‌دهد، اما قابلیت‌های اجرایی، و غیرقابل انکار محدود است.
GSM از چندین الگوریتم‌های رمزنگاری برای امنیت استفاده می‌کند رمزهای دنباله‌ای ای۵/۱، ای۵/۲، و ای۵/۳ برای اطمینان از حریم خصوصی صدا روی هوا استفاده می‌شوند. در آغاز ای۵/۱ توسعه داده شد و یک الگوریتم قوی مورد استفاده در اروپا و ایالات متحده است. ای۵/۲ ضعیف‌تر است و مورد استفاده در کشورهای دیگر است. در هر دو الگوریتم نقاط ضعف جدی یافت شده‌است. احتمال شکستن ای۵/۲ در زمان واقعی با حمله متن اصلی وجود دارد. در ژانویه ۲۰۰۷ گروه انتخاب رخنه‌گرها شکستن رمزنگاری ای۵/۱ را با طرح استفاده از مدار مجتمع دیجیتال برنامه‌پذیر آغاز کرد که اجازه می‌دهد ای۵/۱ با حمله جدول رنگین‌کمانی شکسته شود. این سامانه از الگوریتم‌های بسیاری پشتیبانی می‌کند. بنابراین ممکن است اپراتورهای شبکه بی‌سیم آن رمزنگاری را با یک رمزنگاری قوی‌تر جایگزین کنند.
از سال ۲۰۰۰ (میلادی) تلاش‌های زیادی برای شکستن رمزنگاری ای۵ انجام شده‌اند. در ۲۸ دسامبر ۲۰۰۹ مهندس رایانه آلمانی کارلستن نول اعلام نمود که او رمزنگاری ای۵/۱ را شکسته‌است. بر پایه گفته‌های نول، او شماری از جداول رنگین‌کمانی (ارزش‌های ایستا که زمان مورد نیاز برای انجام یک حمله را کاهش می‌دهد) را گسترش داد و منابع تازه‌ای برای انجام حمله متن آشکار یافت. او همچنین گفت که امکان ساخت "رهگیری کامل GSM برای اجزاء متن‌باز" وجود دارد. اما آنها تا به حال به دلیل مشکلات قانونی این کار را انجام نداده‌اند. او گفت با یک گوشی تلفن موتورولا و نرم‌افزار رمزشکن رایگانی که در اینترنت دسترس است می‌تواند تلفن خود را به جای دیگری جا بزند تا به گفتگوی تلفنی دیگران گوش دهد، پیام‌های نوشتاری آنها را بخواند، با شمار آنها تماس بگیرد، پیام متنی بفرستد، و به صندوق صداها دسترسی پیدا کند.
حملات تازه‌ای دیده شده‌اند که از پیاده‌سازی امنیت و معماری ضعیف و توسعه برنامه‌های کاربردی تلفن‌های هوشمند استفاده می‌کنند. برخی از روش‌های شنود ورودی و خروجی صوتی را می‌دزدند و فرصتی برای 3rd party فراهم می‌آورد تا به مکالمه گوش دهد. در حال حاضر چنین حملاتی از جمله بیشتر در شکل تروجان، بدافزار یا یک ویروس می‌آیند و ممکن است توسط نرم‌افزارهای امنیتی تشخیص داده شوند.
GSM از سرویس بسته امواج رادیویی (GPRS) برای انتقال داده‌ها مانند مرور وب استفاده می‌کند. شایع‌ترین کدهای GPRS و رمزهای EDGE در سال ۲۰۱۱ برای همه مردم، شکسته شدند و شواهد نشان می‌دهد که آنها یک بار دیگر عمداً توسط طراحان صنعت تلفن همراه ضعیف باقی‌مانده‌اند.
محققان نواقصی در رمزهای GEA/1 و GEA/2 مورد استفاده معمول را نشان دادند و نرم‌افزار متن‌باز "gprsdecode" برای بویش شبکه‌های GPRS / EDGE منتشر کردند. آنها همچنین خاطر نشان کردند که برخی از حامل‌ها داده‌ها را رمزنگاری نمی‌کنند (برای نمونه استفاده از GEA/0 استفاده می‌کنند) تا استفاده از ترافیک یا پروتکل‌هایی که دوست ندارند (مانند اسکایپ) را شناسایی کنند که باعث می‌شود کاربران خود را بدون هیچ محافظتی رها کنند. به نظر می‌آید GEA/3 برای شکستن، نسبتاً سخت باشد و گفته می‌شود در برخی از شبکه‌های مدرن‌تر از آن استفاده می‌شود. اگر از سیم‌کارت جهانی (USIM) برای جلوگیری از اتصال به ایستگاه‌های پایه جعلی و حملات دستکم گرفته استفاده شود، کاربران تا اندازه متوسط، محافظت می‌شوند، هر چند هنوز هم تغییر به ۱۲۸ بیت GEA/4 پیشنهاد می‌شود. اما از آنجایی که GEA/0 ،GEA/1 و GEA/2 به‌طور گسترده مستقر شده‌اند برنامه‌های کاربردی باید از SSL/TLS برای داده‌های حساس استفاده کنند. همان‌طور که بر روی شبکه‌های وای-فای استفاده می‌کنند.

## اطلاعات استاندارد
سامانه‌های GSM و خدمات آن در مجموعه‌ای از استانداردهای اداره شونده توسط نهاد استانداردهای مخابراتی اروپا شرح داده می‌شوند، که فهرست کاملی از آنها در دسترس است.

## ساختار شبکه
شبکه به شماری بخش گسسته تقسیم یافته‌است:
- زیر سامانه ایستگاه پایه (ایستگاه‌های پایه و کنترل آنها)
- شبکه و زیر سامانه سوئیچینگ (قسمتی از شبکه بیشتر شبیه به یک شبکه ثابت). گاهی هم فقط به نام شبکه‌های اصلی خوانده می‌شود.
- هسته شبکه GPRS (بخش اختیاری که به بسته مبتنی اتصال به اینترنت اجازه می‌دهد)
- سامانه پشتیبانی عملیات (OSS) برای نگهداری از شبکه
- GSM نرم‌افزار کد متن‌باز

چندین پروژه نرم‌افزاری متن‌باز وجود دارد که ویژگی‌های خاصی از GSM: ارائه می‌دهد:
- GSMD شبح توسط اوپن‌موکو[۲۲]
- OpenBTS توسعه ایستگاه پایه فرستنده/گیرنده
- هدف پروژه نرم‌افزار GSM ساخت یک تحلیلگر GSM با قیمت کمتر از ۱۰۰۰ دلار آمریکا است[۲۳]
- OsmocomBB توسعه‌دهندگان قصد دارند پشته اختصاصی باند GSM را با پیاده‌سازی نرم‌افزار آزاد جایگزین کنند.[۲۴]
- YateBTS که ایستگاه پایه فرستنده/گیرنده را توسعه می‌دهد.[۲۵]

### مشکلات ثبت اختراع و نرم‌افزارهای متن‌باز
اختراعات یک مشکل برای هر گونه پیاده‌سازی متن‌باز GSM باقی می‌گذارند، زیرا برای گنو (GNU) یا هر توزیع کننده نرم‌افزار رایگان امکان تضمین مصونیت از همه پرونده‌های حقوقی دارندگان حق تکثیر در برابر کاربران، وجود ندارد. علاوه بر این، همیشه، ویژگی‌های تازه‌ای در حال افزوده شدن به استانداردها هستند که بدان معنی است که آنها حفاظت از حق ثبت اختراع را برای چندین سال دارند.